# 船木靱負

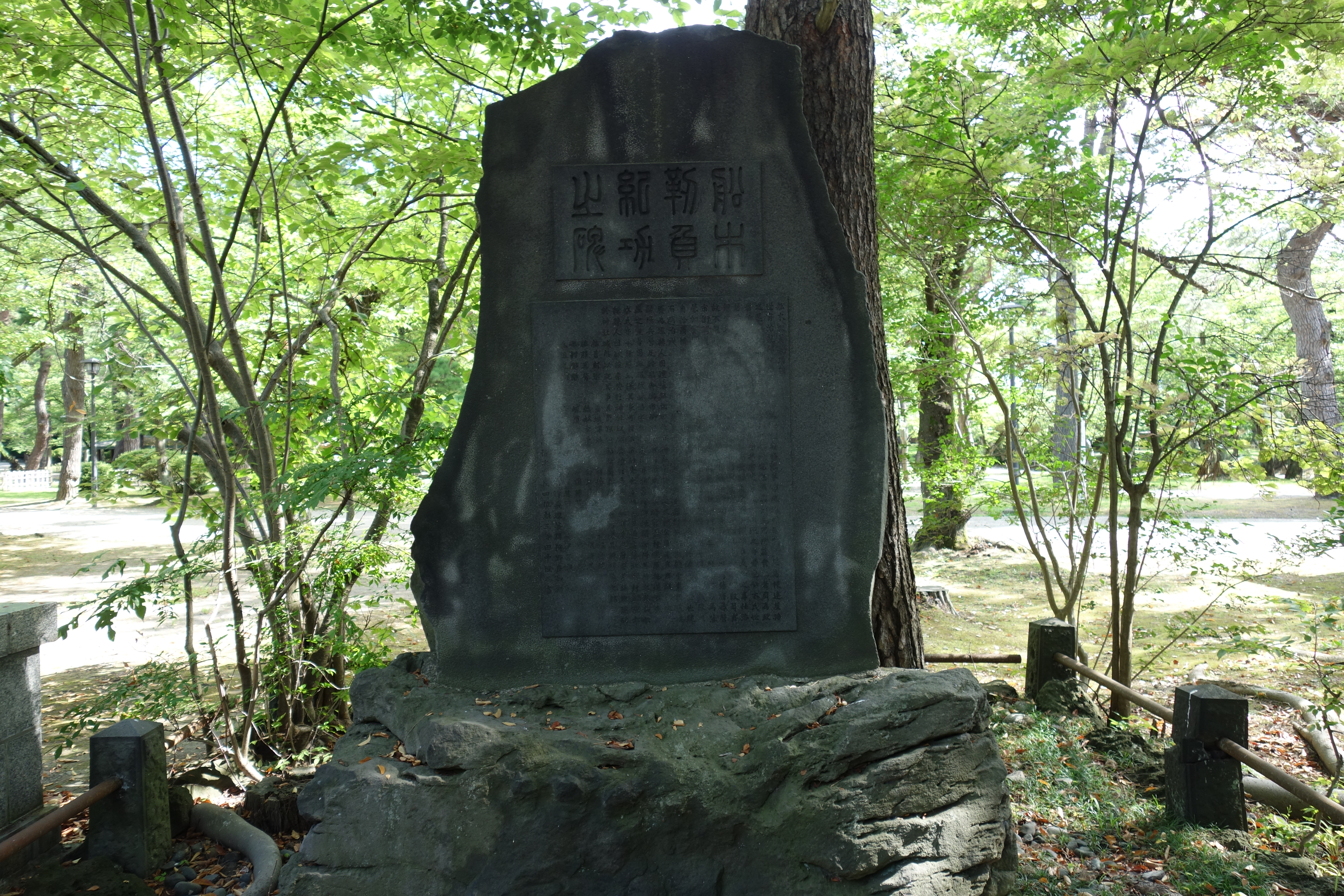
船木靱負紀功之碑

船木 靱負（ふなぎ ゆぎえ）は、戦国時代から江戸時代にかけて活躍した安東氏（秋田氏）、佐竹氏の家臣である。
船木靱負家は、代々湊安東氏の家臣であった。安東氏の命を受けて土崎湊沖の口を切り開き、以降安東氏の軍船総支配役となり足軽数十人を付け置かれ、代々靱負と称し海岸の軍備や商船の取り締まりを行っていた。弘治年中(1555-57)に羽黒氏が軍船で攻め込んで来た時には、安東軍船を指揮し防戦し撤退させた。元亀6年（1570年）には、湊町代官を仰せつかり11代靱負に至る。
11代船木靱負は、慶長7年（1602年）に秋田実季が常陸国宍戸へ転封された際、実季の命令を受けて土崎湊に残ることとなり、残留した士卒や町人の管理にあたった。佐竹氏の土崎湊入城にともない引き続き軍船支配、船導役を仰せつかり、苗字、帯刀御免の待遇を受けた。
慶長8年（1603年）4月、久保田城下町地割普請方支配役を仰せつかった靱負は、5月23日久保田に宅地を賜り、土崎湊の城町から転居した。宅地は表口30間で、永久除地とされた。靱負が住むことになった一帯の町名は、靱負が以前住んでいた町名を取って「城町」とした。また、これを機に靱負は喜兵衛と名を改めて、子孫もこれを襲名した。慶長9年（1604年）8月28日、久保田城への新城移遷祝賀の当日、靱負は城に呼び出され、普請の苦労を賞され、御盃を頂戴し、御紋付時服を拝領した。
その後、慶長10年（1605年）から慶長12年（1607年）にかけて、川尻村の荒れ地を開拓し、土崎湊の町民を移住させ、新城町、酒田町、馬口労町、鍛冶町の町名を付けた。これらの町名の多くは土崎湊の町名を模している。さらに通町から五丁目までを切り開き、53町を造成した。その功により靱負は、永久安堵として蔵出米300石を拝領した。
佐竹氏入国前の湊街道は、「戸嶋-田草川松崎-赤沼手形-泉村（今の天徳寺前）-笠岡村-八柳村-土崎湊」という経路であったが、靱負はこれを不便として「牛島-久保田-八橋-寺内-土崎湊」という新道を開き、元和2年（1616年）に完成した。寛永元年（1624年）、凶作等により、藩財政の困窮を察した靱負は、永久安堵の蔵米300石を藩に献上した。寛永8年（1631年）には、通町川下から川口までの旭川筋堀替にて工事支配役を仰せつかった。

## 子孫
その後、久保田船木靱負を初代として、子孫は多くが喜兵衛を名乗り、久保田町庄屋の職を継承した。
久保田船木靱負から数えて15代の四郎治（賢福 よしたか）は、1901年（明治34年）3月29日に秋田市議会議員に初当選して、1923年（大正12年）まで12年間在職した。また、長期にわたり衛生組合長の任にあり、二度にわたり衛生功労の表彰を受けた。1922年（大正11年）7月、船木靱負の久保田町地割等の功労を永遠に顕彰するため、秋田市千秋公園の八幡秋田神社本殿前に「船木靱負紀功之碑」が建てられた。
船木靱負は現在でも土崎神明社祭の曳山行事の題材として人形が作られている。